# Simalio phaeocephalus
Simalio phaeocephalus là một loài nhện trong họ Clubionidae.
Loài này thuộc chi Simalio. Simalio phaeocephalus được Eugène Simon miêu tả năm 1906.